# 高瀬弘一郎
高瀬 弘一郎（髙瀨 弘一郎、たかせ こういちろう、1936年6月8日 - ）は、日本の歴史学者、慶應義塾大学名誉教授。東京都出身。専攻は近世日欧交渉史、キリシタン史。
東京都立西高等学校を経て、慶應義塾大学文学部史学科卒業、同大学院博士課程単位取得退学。1977年「キリシタン時代の研究 とくに教会の政治的、経済的活動を中心に」で慶大文学博士。慶應義塾大学文学部助教授、教授、2002年定年、名誉教授。
ヨーロッパ各国に保存されている一次史料の調査・解読作業の成果を基礎に、戦国時代～江戸時代初期の日本において布教活動をおこなったカトリック教会の経済的基盤や、スペイン・ポルトガルの国家政策とのかかわりについて明らかにした。1979年『キリシタン時代の研究』で日本学士院賞を受賞。2022年、文化功労者。

## 著作
- 『キリシタン時代の研究』岩波書店、1977年
- 『キリシタンの世紀　ザビエル渡日から「鎖国」まで』岩波書店、1993年
- 『キリシタン時代対外関係の研究』吉川弘文館、1994年
- 『キリシタン時代の文化と諸相』八木書店、2001年
- 『キリシタン時代の貿易と外交』八木書店、2002年
- 『キリシタン時代のコレジオ』八木書店古書出版部 2017

### 編纂
- 岡本良知『キリシタンの時代 その文化と貿易』編 八木書店 1987
- 『吉田小五郎随筆選』全3巻 福原義春,近藤晋二,吉田直一郎と編集委員 慶應義塾大学出版会 2013

### 翻訳
- 『イエズス会と日本』岸野久共訳・注 大航海時代叢書 岩波書店 1981-1988
- (訳註)『モンスーン文書と日本　17世紀ポルトガル公文書集』八木書店、2006年。
- 『大航海時代の日本 ポルトガル公文書に見る』訳註 八木書店 2011

## 論文
- ＜高瀬弘一郎